# 普世城
普世城是一個假想的全球規模的城市的概念。該詞由希腊城市規劃師康斯坦丁诺斯·道萨迪亚斯于1967年提出，它所代表的观念是未来的城市地区和大都市帶最终将融合，并且随着当前城市化、人口增长、交通运输的发展，世界上将会出现一个连续的城市和社会网络。根据道萨迪亚斯的说法，普世城将会是人居单位的第15级，即最高級別。这个概念早在1942年科幻小说中就已经存在，例如基地系列中的川陀（Trantor）。最初面世時，道萨迪亚斯的普世城概念被認為「更像是科學幻想」，但在今天，地理研究人员Pavle Stamenovic、Dunja Predic和Davor Eres認為這一理念「驚人地中肯」，特别是在全球化和歐洲化的影響下。
道萨迪亚斯还根据当时城市发展的传统和趋势作出了一系列預測，他首先提出了一个欧洲大陸城（eperopolis），它将以伦敦、巴黎、萊茵-魯爾和阿姆斯特丹之间的区域为基础。 2008年，時代雜誌将纽约、伦敦和香港连接起来，創造了「紐倫港」一詞，作为美洲、欧非和亚太地区的大陸城。

## 文艺作品中的普世城
该术语出現前，類似的概念就已有人探討過。美国宗教领袖托马斯·哈利斯（Thomas Lake Harris，1823-1906）在他的诗歌中提到了城市星球，科幻小说家艾萨克·阿西莫夫則以城市星球川陀（Trantor）作为他某些小说的创作背景。在科幻小说中，全球城已是老生常談的话题，并藉助1999年《星際大戰》宇宙中的科洛桑（Coruscant）星球獲得普及。电子游戏《群星》对此概念进行了探索，玩家可以选择将星球建設成理想城世界，整合星球的所有住房以及岗位，但代價是无法获得星球的自然资源。威廉·吉布森的前三部小说也被称为“蔓生都会三部曲”，“蔓生都会”是波士顿-亚特兰大都会轴（Boston-Atlanta Metropolitan Axis，BAMA）的通稱，小说的一些事件在其中发生。 BAMA實質上是一个延伸到美国东海岸的巨大城市，包括波士顿、纽约、纽瓦克、华盛顿特区、巴爾的摩、里士满和亚特兰大的组合大都市。桌面战争游戏《战锤40000》的核心設定是近未来的地球，其中它被称为“神圣泰拉（Holy Terra）”，在公元31,000年左右的某个时候转变成一个巨大的哥特式风格的巨大城市。在虚构的未来历史时代，游戏的发行时间为公元40,000年（以前），泰拉是星际超级大国的“王座世界”或首都，被称为“人类帝国”。在万智牌中，拉尼卡是一个巨大城市。